# Hobart International 2019
Hobart International 2019 byl tenisový turnaj pořádaný jako součást ženského okruhu WTA Tour, který se odehrával na dvorcích s tvrdým povrchem Plexicushion v Hobartském mezinárodním tenisovém centru. Probíhal mezi 6. a 12. lednem 2019 v australském Hobartu jako dvacátý šestý ročník události.
Turnaj s rozpočtem 250 000 dolarů patřil do kategorie WTA International Tournaments. Nejvýše nasazenou hráčkou ve dvouhře se stala devatenáctá žena klasifikace Caroline Garciaová z Francie, kterou v úvodním kole vyřadila Američanka Keninová. Jako poslední přímá účastnice do dvouhry nastoupila slovinská 80. hráčka žebříčku Dalila Jakupovićová.
První singlový titul na okruhu WTA Tour vybojovala 20letá Američanka Sofia Keninová, která se posunula na nové žebříčkové maximum, 37. místo. Jedenáctou společnou trofej ze čtyřhry WTA si odvezl sesterský pár Tchajwanek Čan Chao-čching a Latisha Chan.

## Distribuce bodů a finančních odměn

### Distribuce bodů
| Soutěž  | vítězky | finalistky | semifinalistky | čtvrtfinalistky | 16 v kole | 32 v kole | Q  | Q2 | Q1 |
| ------- | ------- | ---------- | -------------- | --------------- | --------- | --------- | -- | -- | -- |
| dvouhra | 280     | 180        | 110            | 60              | 30        | 1         | 18 | 12 | 1  |
| čtyřhra | 280     | 180        | 110            | 60              | 1         | —         | —  | —  | —  |

### Finanční odměny
| dvouhra                               | $43 000 | $21 400 | $11 500 | $6 175 | $3 400 | $2 100 | $1 020 | $600 |
| čtyřhra                               | $12 300 | $6 400  | $3 435  | $1 820 | $960   | —      | —      | —    |
| částky ve čtyřhře jsou uváděny na pár |         |         |         |        |        |        |        |      |

## Ženská dvouhra

### Nasazení
| Stát                             | Hráčka                     | WTA | Nasazení |
| -------------------------------- | -------------------------- | --- | -------- |
| Francie                          | Caroline Garciaová         | 19. | 1.       |
| Rumunsko                         | Mihaela Buzărnescuová      | 24. | 2.       |
| Čína                             | Čang Šuaj                  | 40. | 3.       |
| Řecko                            | Maria Sakkariová           | 41. | 4.       |
| Rusko                            | Anastasija Pavljučenkovová | 42. | 5.       |
| Francie                          | Alizé Cornetová            | 45. | 6.       |
| Belgie                           | Kirsten Flipkensová        | 47. | 7.       |
| Belgie                           | Alison Van Uytvancková     | 49. | 8.       |
| Žebříček WTA k 31. prosinci 2018 |                            |     |          |

### Jiné formy účasti
Následující hráčky obdržely divokou kartu do hlavní soutěže:
- Caroline Garciaová
- Zoe Hivesová
- Ellen Perezová

Následující hráčky postoupily do hlavní soutěže z kvalifikace:
- Alison Bai
- Anna Blinkovová
- Magda Linetteová
- Greet Minnenová
- Laura Siegemundová
- Heather Watsonová

Následující hráčky postoupily z kvalifikace jako tzv. šťastné poražené:
- Madison Brengleová
- Kateryna Kozlovová

### Odhlášení
před zahájením turnaje
- Eugenie Bouchardová → nahradila ji  Anna Karolína Schmiedlová
- Rebecca Petersonová → nahradila ji  Ana Bogdanová
- Alison Riskeová → nahradila ji  Madison Brengleová
- Magdaléna Rybáriková → nahradila ji  Jevgenija Rodinová
- Wang Ja-fan → nahradila ji  Kateryna Kozlovová

### Nasazení
| Stát                                                                         | Hráčka                | Stát             | Hráčka                | WTA | Nasazení |
| ---------------------------------------------------------------------------- | --------------------- | ---------------- | --------------------- | --- | -------- |
| Čínská Tchaj-pej                                                             | Čan Chao-čching       | Čínská Tchaj-pej | Latisha Chan          | 45. | 1.       |
| Rumunsko                                                                     | Irina-Camelia Beguová | Rumunsko         | Mihaela Buzărnescuová | 48. | 2.       |
| Rumunsko                                                                     | Monica Niculescuová   | Čína             | Jang Čao-süan         | 73. | 3.       |
| Belgie                                                                       | Kirsten Flipkensová   | Švédsko          | Johanna Larssonová    | 74. | 4.       |
| Žebříček WTA k 31. prosinci 2018; číslo je součtem umístění obou členek páru |                       |                  |                       |     |          |

### Jiné formy účasti
Následující páry získaly do soutěže divokou kartu:
- Alison Baiová /  Annerly Poulosová
- Zoe Hivesová /  Ellen Perezová

### Odhlášení
v průběhu turnaje
- Kirsten Flipkensová

## Přehled finále

### Ženská dvouhra
- Sofia Keninová vs.  Anna Karolína Schmiedlová, 6–3, 6–0

### Ženská čtyřhra
- Čan Chao-čching /  Latisha Chan vs.  Kirsten Flipkensová /  Johanna Larssonová, 6–3, 3–6, [10–6]